# 南京雨莘足球俱乐部
南京雨莘足球俱乐部，简称南京雨莘，是一家位于南京的足球俱乐部。
俱乐部由南京塔倍思信息科技有限公司于2012年出资组建，当时称南京TBS足球队，2017年俱乐部改称南京智度亦复足球俱乐部，获得江苏省业余足球俱乐部锦标赛冠军，并报名2018年中国足协杯资格赛，未能晋级。2018年俱乐部名称改为南京巴兰塔足球俱乐部，并于同年参加中冠联赛，未能晋级总决赛。2019年，南京巴兰塔在中冠联赛上更进一步取得第七名与递补中乙资格，俱乐部还获得了江苏省足协杯冠军。但新冠疫情来临后，南京巴兰塔面临困难，2020年5月，因转让谈判失败而放弃递补资格，媒体报道称俱乐部一度解散。
2021年，俱乐部与南京雨花台中学合作，以南京金陵竞技足球俱乐部名义重新组队参赛，获得2022年和2023年两届南京市足协超级联赛冠军，并重新获得2024年中国足球协会会员协会冠军联赛参赛资格。2024年，俱乐部更为现名。